# Distretto di Sorgun
Il distretto di Sorgun (in turco Sorgun ilçesi) è uno dei distretti della provincia di Yozgat, in Turchia.